# 멕시코 제2제국
멕시코 제2제국은 나폴레옹 3세가 자신의 조카이자 오스트리아 황제의 동생인 막시밀리안 대공을 황제로 추대하면서 생긴 제국으로, 미국의 라틴아메리카 진출을 방해하려고 건국한 국가이다. 남북전쟁이 끝난 후 미국은 먼로주의에 위배된다며 프랑스군을 철수시켰고, 결국 베니토 후아레스가 주도한 혁명으로 현재 국가인 멕시코 합중국이 건국되면서 멸망하였고, 막시밀리안 황제 역시 총살당한다.

## 역사
멕시코 제2연방공화국 당시, 멕시코에서는 베니토 후아레스 대통령이 원주민의 권리를 확보하고, 교회의 특권을 제한 및 재산 몰수에 처하는 개혁을 추진하려 했다. 이에 반발한 반대파들은 후아레스를 몰아내기 위해 내전을 벌여 수도 멕시코 시를 점령하고 승기를 잡는 듯했다. 그러나 후아레스 대통령이 무기한 영토 종단 통과권까지 약속해가며 미국의 힘을 빌린 덕분에 패퇴당하자 후아레스처럼 외세를 끌여들일 작정으로 나폴레옹 3세에게 도움을 청했다. 한편 반대파가 와해되고 후아레스가 내전에서 승리하긴 했지만 수도의 주인이 두 번 씩 바뀌는 등 국토가 전쟁으로 피폐해지고 멕시코 경제는 마비되는 상황에서 빚 갚을 날은 다가오자, 후아레스 대통령은 모라토리움을 선언했다. 그런데 이것이 빌미를 주고 말았다. 나폴레옹 3세가 이것을 기회로 멕시코를 프랑스의 보호국으로 만들 속셈으로 1862년 멕시코에 군대를 파병한 것이다. 보통 같았으면 프랑스를 막으려고 수작을 부렸을 영국은 멕시코에 돈을 떼 먹힌 채권국이었으므로 오히려 프랑스를 도왔고, 미국은 남북전쟁으로 시끄러웠기 때문에 프랑스의 간섭을 막을 수 없었다. 그리고 멕시코를 상대로 승전에 승전을 거듭하던 1864년에 프랑스는 오스트리아 황제 프란츠 요제프 1세의 동생 막시밀리아노 1세를 멕시코 황제로 추대했고, 의례적인 국민 투표를 거쳐 멕시코 제국의 황제가 되었다. 그러나 그를 추대한 프랑스와 멕시코 보수파들이 그를 꼭두각시로 삼으려고 했던 것과는 달리, 막시밀리아노 1세는 베니토 후아레스의 개혁을 어느 정도 지지했고, 심지어 후아레스에게 "항복하면 모든 죄를 사면함은 물론 대법원장에 임명하겠다"고 제의한 적이 있었다. 그것도 자신의 세력이 한창 승승장구하던 시절에.(물론 후아레스는 그 제의를 거절했다.) 막시밀리아노는 비록 꼭두각시였지만 멕시코의 황제가 된 이후로는 멕시코의 백성들을 생각하여 오스트리아 황위 계승권도 포기했으며, 보수파와 자유주의자들의 갈등을 봉합하고자 했었던 것 같다. 그러나 300년 동안 식민지였던 기억이 생생한 멕시코 국민들은 괴뢰 정권인 제2제국을 전혀 지지하지 않았고, 외국 사람인데다가 낙하산으로 들어온 막시밀리아노 1세를 외면했다. 자유주의자들은 막시밀리아노를 거부했고, 후아레스의 개혁을 일부 지지하는 바람에 보수파의 지지도 잃기 시작했다. 남북전쟁으로 외부에 신경 쓸 여력이 없던 미국이 남북전쟁이 끝난 후 프랑스의 멕시코에 대한 내정 간섭을 격렬하게 비판하기 시작했고, 프랑스는 프로이센이 점점 강대해지자 멕시코에 신경을 쓸 여유가 없어졌다. 결국 미국의 지원을 받은 후아레스가 막시밀리아노의 군대와 프랑스군을 물리치기 시작하자 프랑스는 막시밀리아노에게 오스트리아로 돌아갈 것을 권유하였으나 자신의 지지자들을 버리고 떠날 수 없다며 거부했다. 황제 즉위 1년도 되지 않아 프랑스군의 멕시코 철병이 시작되었고, 고립 무원의 처지가 된 막시밀리아노는 결국 후아레스군에게 체포되어 1867년 6월 19일 측근인 두 장군과 함께 처형됨으로써 제2제국은 붕괴하였다.

## 같이 보기
- 멕시코 제1제국
- 멕시코 출병

1. ↑  Kirkpatrick, F.A., Latin America: A brief history (2013), Cambridge University Press, p. 339.
2. ↑  Duncan, Robert H., Rodriguez, Jaime E., The Divine Charter Constitutionalism and Liberalism in Nineteenth-Century Mexico, Rowman and Littlefield Publishers. pp. 134–138
3. ↑  Bancroft, Hubert Howe (1887). 《History of Mexico Volume VI 1861–1887》. San Francisco: The History Company. 136쪽.